# Cistus monspeliensis
El jaguarzo negro (Cistus monspeliensis) es una planta de la familia de las cistáceas que puede alcanzar hasta un metro de altura, de color verde oscuro, de ahí su apelativo "negro". 

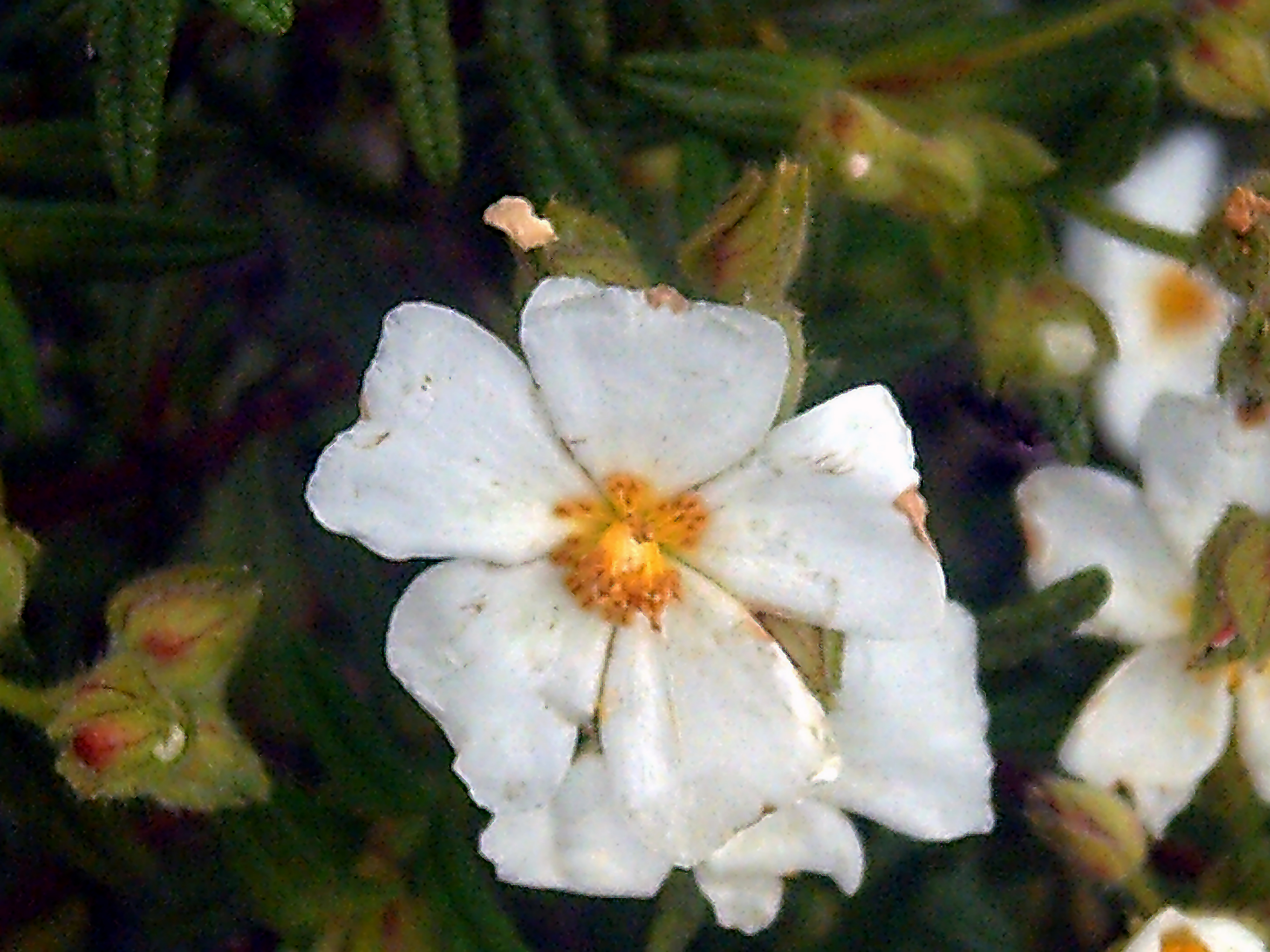
Detalle de la flor

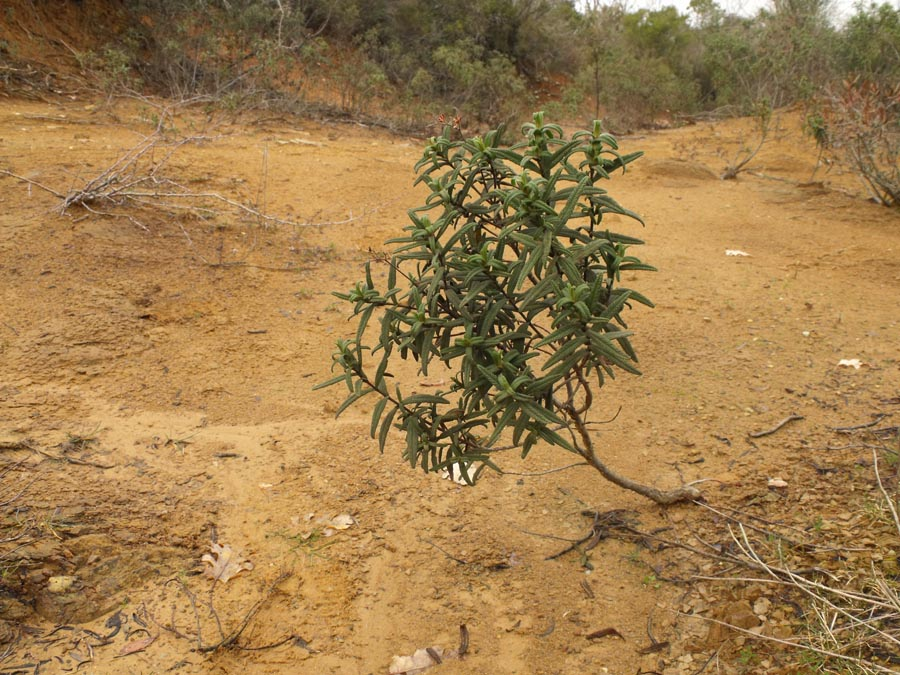
Vista de la planta en su hábitat

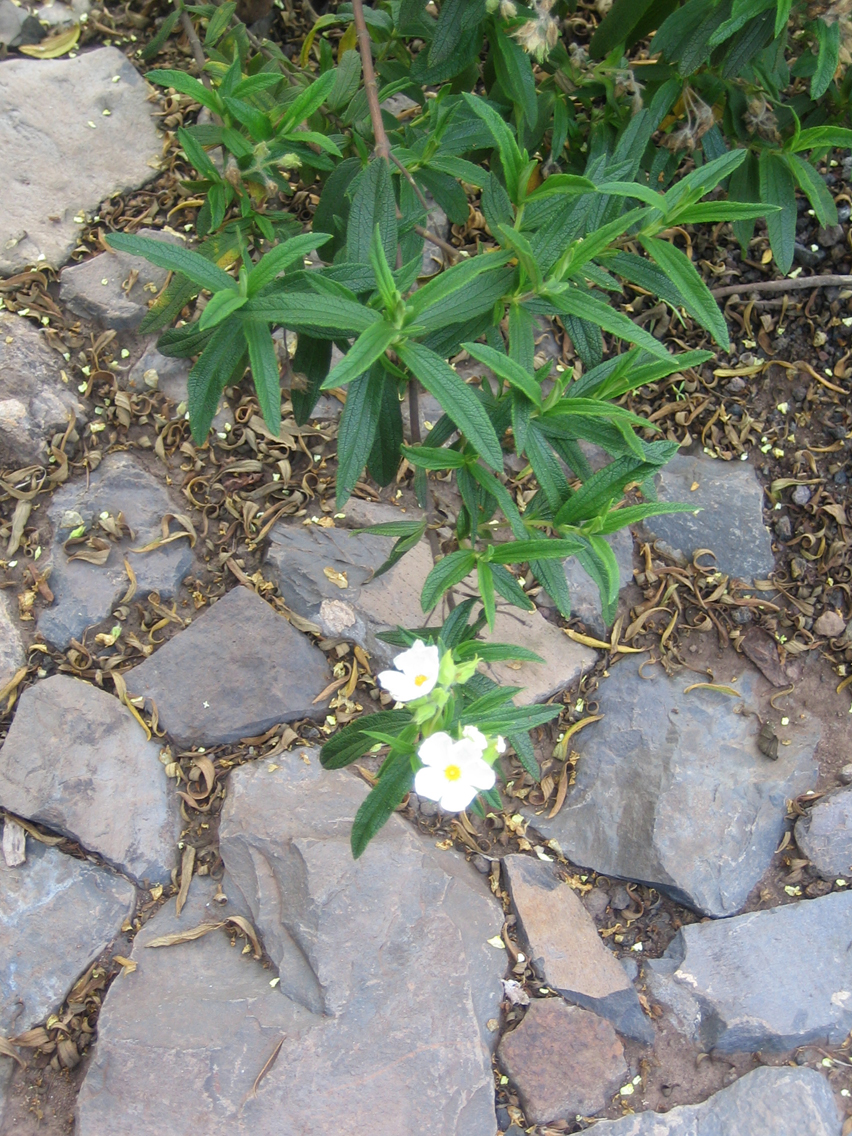
Detalle de las hojas

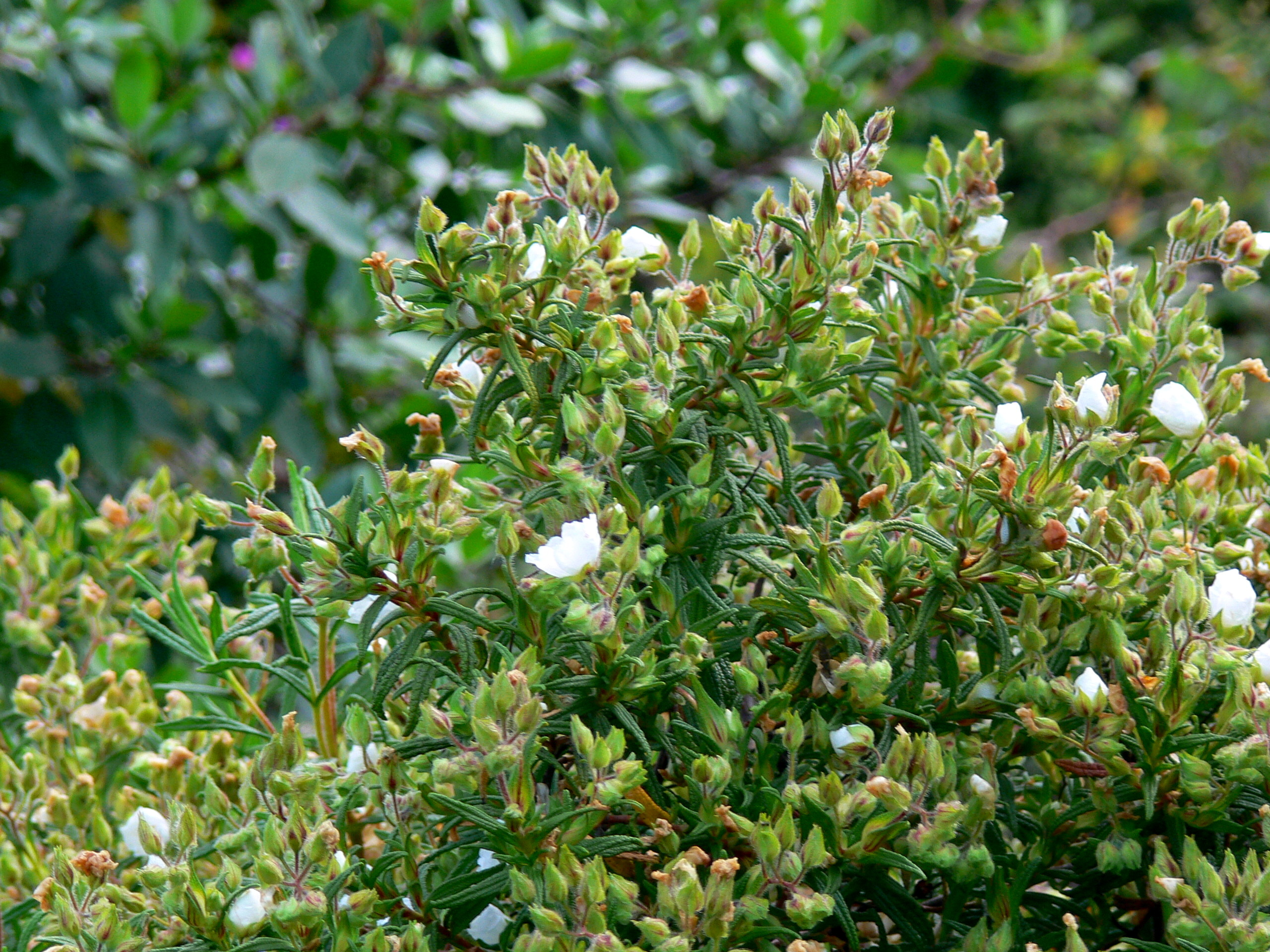
Vista de la planta en su hábitat

## Descripción
Es un arbusto siempreverde, muy viscoso y con un fuerte olor balsámico, que puede medir hasta 1,5 m de altura. Las hojas son lineares o linear-lanceoladas, pegajosas, muy rugosas y están recorridas por tres nervios longitudinales. El haz tiene algunos pelos y el envés es más peloso. Las flores son de color blanco con cinco pétalos y con estambres más largos que el estilo. El cáliz está cubierto de pelos con 5 sépalos, los 2 externos mayores, ovado-oblongos, la mitad más cortos que los pétalos, cubiertos de largos pelos. Los frutos son una cápsula de forma ovoide y contienen las semillas. Florece en primavera.

## Hábitat
Suele ocupar matorrales en encinares, alcornocales, quejigares y pinares en las solanas y laderas cálidas. Puede crecer en suelos arenosos. Requiere un clima cálido, sin heladas.

## Distribución
En el área mediterránea occidental. En las costas mediterráneas de la península ibérica. Por el sur penetra más hacia el interior. También en el noroeste de África. Se cultiva también como planta ornamental.

## Usos
En las Canarias se usa para ahumar el queso, dándole a este un sabor característico y preservándolo del deterioro.

## Taxonomía
Cistus monspeliensis fue descrita por Carlos Linneo y publicado en Species Plantarum 1: 523. 1753.
Etimología
Cistus: nombre genérico que deriva del griego kisthós latinizado cisthos = nombre dado a diversas especies del género Cistus L. Algunos autores pretenden relacionarla, por la forma de sus frutos, con la palabra griega kístē = "caja, cesta".
monspeliensis: epíteto geográfico que alude a su localización en Montpellier.
Variedades
- Cistus monspeliensis var. affinis  (Bertol.) P.Fourn. 1936
- Cistus monspeliensis n-subsp. ledon (Lam.) Bonnier & Layens 1894
- Cistus monspeliensis proles affinis (Bertol.) Rouy & Foucaud 1895
- Cistus monspeliensis subsp. affinis (Bertol.) Sennen

Sinonimia
| - Cistus affinis Bertol. in Guss. - Cistus collinus Salisb. - Cistus monspeliensis [ß] minor Willk. - Cistus monspeliensis [alfa] vulgaris Willk. - Cistus monspeliensis f. affinis (Bertol.) Rouy & Foucaud - Cistus monspeliensis f. albiflorus Briq. - Cistus monspeliensis f. flavescens (Briq.) Dans. - Cistus monspeliensis f. typicus Dans. - Cistus monspeliensis var. densifolius Sennen - Cistus monspeliensis var. flavescens Briq. - Cistus monspeliensis var. major Rouy & Foucaud - Cistus monspeliensis var. parviflorus Sennen - Cistus monspeliensis L. - Stephanocarpus monspeliensis (L.) Spach |

## Nombre común
- Castellano: estepa, estepa negra, estrepa, fagarzo, guagarzo, hoalgazo, horgazo negro, huagarzo, jaguarcina, jaguarzo, jaguarzo común, jaguarzo negro, jaguarzo prieto, jara blanca, jara de Mompeller, jara de Montpellier, jara negra, jarastepa, jarilla, jogarzo, jogarzo negro, juagarzo, juagarzo negro, juagarzo prieto, juaguarzo negro, piguerzo, saguarzo negro, zaguarzo.[5]